# Грінвілл (Род-Айленд)
Грінвілл (англ. Greenville) — переписна місцевість (CDP) в США, в окрузі Провіденс штату Род-Айленд. Населення — 9061 особа (2020).

## Географія
Грінвілл розташований за координатами 41°52′43″ пн. ш. 71°33′15″ зх. д. / 41.87861° пн. ш. 71.55417° зх. д. (41.878486, -71.554296).  За даними Бюро перепису населення США в 2010 році переписна місцевість мала площу 14,87 км², з яких 13,36 км² — суходіл та 1,52 км² — водойми.

### Клімат
| Клімат : Грінвілл     | Клімат : Грінвілл | Клімат : Грінвілл | Клімат : Грінвілл | Клімат : Грінвілл | Клімат : Грінвілл | Клімат : Грінвілл | Клімат : Грінвілл | Клімат : Грінвілл | Клімат : Грінвілл | Клімат : Грінвілл | Клімат : Грінвілл | Клімат : Грінвілл | Клімат : Грінвілл |
| Показник              | Січ.              | Лют.              | Бер.              | Квіт.             | Трав.             | Черв.             | Лип.              | Серп.             | Вер.              | Жовт.             | Лист.             | Груд.             | Рік               |
| Середній максимум, °C | 2,1               | 3,1               | 7,3               | 14,5              | 20,5              | 30,7              | 35,8              | 26,6              | 22,6              | 17,6              | 10,6              | 3,6               | 15,1              |
| Середній мінімум, °C  | −7,4              | −7,1              | −2,8              | 2,4               | 7,5               | 12,6              | 15,9              | 14,9              | 10,9              | 5,7               | 0,7               | −5,6              | 3,9               |
| Норма опадів, мм      | 81                | 86                | 94                | 99                | 91                | 86                | 86                | 107               | 102               | 94                | 137               | 109               | 1173              |
| --------------------- | ----------------- | ----------------- | ----------------- | ----------------- | ----------------- | ----------------- | ----------------- | ----------------- | ----------------- | ----------------- | ----------------- | ----------------- | ----------------- |
| Джерело: Weatherbase  |                   |                   |                   |                   |                   |                   |                   |                   |                   |                   |                   |                   |                   |

## Демографія
Згідно з переписом 2010 року, у переписній місцевості мешкало 8658 осіб у 3447 домогосподарствах у складі 2280 родин. Густота населення становила 582 особи/км².  Було 3610 помешкань (243/км²).
Расовий склад населення:
| - 97,1 % — білих - 0,9 % — азіатів - 0,8 % — чорних або афроамериканців - 0,1 % — корінних американців |

До двох чи більше рас належало 0,7 %. Частка іспаномовних становила 1,4 % від усіх жителів.
За віковим діапазоном населення розподілялося таким чином: 19,1 % — особи молодші 18 років, 57,9 % — особи у віці 18—64 років, 23,0 % — особи у віці 65 років та старші. Медіана віку мешканця становила 47,6 року. На 100 осіб жіночої статі у переписній місцевості припадало 85,6 чоловіків;  на 100 жінок у віці від 18 років та старших — 81,1 чоловіків також старших 18 років.
Середній дохід на одне домашнє господарство  становив 87 128 доларів США (медіана — 72 929), а середній дохід на одну сім'ю — 104 606 доларів (медіана — 85 404). Медіана доходів становила 66 940 доларів для чоловіків та 50 117 доларів для жінок. За межею бідності перебувало 3,8 % осіб, у тому числі 2,3 % дітей у віці до 18 років та 8,4 % осіб у віці 65 років та старших.
Цивільне працевлаштоване населення становило 4127 осіб. Основні галузі зайнятості: освіта, охорона здоров'я та соціальна допомога — 24,9 %, роздрібна торгівля — 11,9 %, фінанси, страхування та нерухомість — 11,1 %.